# 中国人民解放军甘肃省军区
中国人民解放军甘肃省军区，是中国人民解放军现属中央军委国防动员部的一个省级军区，管辖范围为甘肃省。

## 历史
1949年8月组建，由西北野战军第2兵团兼，辖天水、平凉、庆阳、岷县、张掖、临夏、会宁、武都、武威、酒泉军分区，隶属西北军区。1950年9月1日，第2兵团部调北京，另组建甘肃军区兼兰州警备司令部，司令员王世泰，政治委员张德生。1955年5月，甘肃军区撤销，各军分区归兰州军区直辖。
1960年2月，中央军委决定成立甘肃省军区。1962年以后，辖兰州、酒泉、嘉峪关、张掖、金昌、武威、白银、定西、庆阳、平凉、天水、陇南、甘南、临夏等14个军分区。

## 历任领导

### 司令员
- 王世泰 （1949年8月－1950年3月）
- 许光达 （1950年3月－1950年8月）
- 王世泰 （1950年8月－1954年11月）
- 徐国珍 （1961年5月－1965年5月）
- 詹大南 （1965年6月－1969年8月）
- 张忠 （1969年8月－1975年6月）
- 何光宇 （1975年6月－1978年7月）
- 李彬 （1978年7月－1984年12月）
- 周越池 （1984年12月－1990年6月）
- 孙粹屏 （1990年6月－1993年3月）
- 梁培祯 （1993年6月－1995
- 赵拴龙 （1997年12月－2002年5月）
- 赵建中 （2002年5月－2004年12月）
- 陈知庶 （2004年12月－2014年3月）
- 刘万龙 （2014年3月－2017年1月）
- 王文清 （2018年1月－2023年1月）
- 刘建伟（2023年1月－）

### 政治委员
- 张德生 （1949年8月－1950年3月）
- 王世泰 （1950年3月－1950年8月）
- 张德生 （1950年8月－1954年9月）
- 张仲良 （1954年5月－1961年1月）
- 王钧治 （1961年1月－1967年5月）
- 宋平 （1977年6月－1981年1月）
- 冯纪新 （1981年1月－1983年3月）
- 李子奇 （1983年3月－1986年3月）
- 王海山 （1983年5月－1985年8月）
- 温景义 （1985年8月－1990年6月）
- 李忠 （1990年6月－2000年5月）
- 李统厚 （2000年5月－2005年5月）
- 刘巨魁 （2005年5月－2010年4月）
- 傅传玉 （2010年4月－2016年5月）
- 蒲永能 （2017年7月－2024年8月）
- 孟慶斌 （2024年8月一）